# 華美南麗魚
華美南麗魚，為輻鰭魚綱鱸形目隆頭魚亞目慈鯛科的其中一種，分布於南美洲烏拉圭至巴西南里奧格蘭德州、巴拉那河的淡水流域，體長可達19.3公分，棲息在中底層水域，屬雜食性，以植物碎屑、小魚、昆蟲等為食，雌魚在石頭或木頭上產卵，成魚會守護幼魚，可做為觀賞魚。

## 擴展閱讀
維基物種上的相關：華美南麗魚